# Incidente de Macao (1799)
El incidente de Macao fue un enfrentamiento sin resolución entre un fuerte escuadrón de barcos de guerra franceses y españoles y un escuadrón de escolta de la Marina Real británica, ocurrido en el archipiélago de Wanshan (o archipiélago de Ladrones) frente a Macao el 27 de enero de 1799. Este incidente se desarrolló en el marco de la campaña de las Indias Orientales durante las Guerras revolucionarias francesas, cuando la escuadra aliada trataba de interrumpir un importante convoy mercante británico que iba a partir desde la China Qing. Fue el segundo intento de este tipo en tres años; en el incidente del estrecho de Bali de 1797, un escuadrón de fragatas francesas había decidido no atacar a seis barcos de las Indias Orientales que se dirigían hacia China. A comienzos de 1799, el escuadrón francés se había dispersado, dejando solo dos barcos en las Filipinas españolas. En ese lugar, las fragatas se unieron a la escuadra española de Manila y zarparon con el objetivo de atacar el convoy británico-chino reunido en Macao.
El comandante británico en las Indias Orientales, el contralmirante Peter Rainier, estaba preocupado por la vulnerabilidad del convoy que se dirigía a China, por lo que envió refuerzos para apoyar al único barco de escolta de la Marina Real, el navío de línea HMS Intrepid bajo el mando del capitán William Hargood. Estos refuerzos llegaron el 21 de enero, solo seis días antes de que el escuadrón aliado alcanzara Macao. Aunque estaba en desventaja numérica tanto en barcos como en armamento, Hargood decidió enfrentarse a los barcos franceses y españoles, lo que dio lugar a una persecución a través del archipiélago de Wanshan, hasta que se perdió el contacto. Posteriormente, ambos bandos afirmaron que el otro había evitado la batalla, aunque en realidad fue el escuadrón aliado el que se retiró. Más tarde, Hargood logró escoltar con éxito el convoy hacia el oeste.

## Antecedentes
El comercio con las Indias Orientales fue crucial para la economía británica en el siglo XVIII. Bajo la administración de la Compañía de las Indias Orientales de la India Británica, los productos exóticos se transportaban en grandes barcos mercantes bien armados, conocidos como East Indiamen, que tenían un peso de entre 500 y 1200 toneladas largas (508 y 1219,3 toneladas métricas). Entre los elementos más valiosos de este comercio se encontraba un convoy anual proveniente de Cantón, un puerto de la China Qing. A principios de cada año, un gran convoy de barcos de las Indias Orientales se reunía en el fondeadero de Whampoa para prepararse para su viaje de seis meses a través del Océano Índico y el Atlántico hasta Gran Bretaña. El valor de las mercancías transportadas en este convoy, conocido como la "Flota de China", era enorme. En 1804, por ejemplo, se informó que un convoy llevaba mercancías por un valor superior a los 8 millones de libras esterlinas en valores de la época (lo que equivaldría a unos 900 millones de libras en 2024).
Los intereses británicos en las Indias Orientales estaban protegidos por un gran, aunque disperso, escuadrón de la Marina Real bajo el mando general del contralmirante Peter Rainier. En 1799, el ámbito de responsabilidad de Rainier abarcaba miles de kilómetros cuadrados de océano, incluidos puertos estratégicamente importantes de la India británica como Bombay, Madrás y Calcuta, la costa de Ceilán británico, y bases en el Mar Rojo, Penang y las Indias Orientales Neerlandesas. Además, debía vigilar los buques de guerra hostiles, en especial una fuerza francesa en la remota base insular de Île de France (actual Mauricio), una fuerza holandesa en Batavia (actual Yakarta) y una española en Manila.
Los franceses representaban la mayor amenaza, con un escuadrón poderoso reunido en 1796 bajo el mando del contralmirante Pierre César Charles de Sercey, que había amenazado a los barcos británicos en las Indias Orientales en 1796 y 1797. El 28 de enero de 1797, la fuerza de Sercey interceptó a seis navíos de las Indias Orientales en el estrecho de Bali mientras se dirigían a China. En el incidente que ocurrió en el estrecho de Bali, sólo la rápida reacción del comodoro James Farquharson, a bordo del Alfred, salvó a los Indiamen. Con poca visibilidad, los barcos británicos imitaron las maniobras de los buques de guerra de la Marina Real, lo que disuadió a Sercey de continuar con el ataque.
La fuerza de Sercey se disolvió posteriormente debido a los elevados costos de mantenerla cohesionada. A finales de 1798, Sercey se encontraba anclado en Batavia con solo dos barcos: la corbeta de 20 cañones Brûle-Gueule y la fragata de 40 cañones Preneuse. Estas embarcaciones habían llegado a Batavia tras una misión diplomática al Reino de Mysore, en un estado cercano al motín, ya que el capitán Jean-Matthieu-Adrien Lhermitte había ejecutado a cinco hombres por desobedecer órdenes durante el viaje.
Además, Sercey se enteró de que dos fragatas adicionales, Forte y Prudente, no se unirían a él, ya que sus órdenes habían sido anuladas por el gobernador Malartic en Île de France, y ahora navegaban de manera independiente atacando el comercio británico en el Océano Índico. Ante esta situación, Sercey decidió reforzar su escuadrón uniendo fuerzas con la escuadra española aliada en Manila, en las Filipinas españolas. Las fragatas españolas llegaron el 16 de octubre de 1798, aunque el almirante Sercey permaneció en Surabaya. La escuadra española, sin embargo, había sufrido severos daños por un tifón en abril de 1797, y las reparaciones tardaron casi dos años. Cuando las fragatas británicas atacaron Manila en enero de 1798, ninguno de los barcos españoles estaba en condiciones de hacerles frente.

## Incidente en Macao
La noticia de la alianza entre los escuadrones francés y español llegó a Rainier poco después. Junto a los buques mercantes que se reunían en Macao, se encontraban las fragatas HMS Fox y HMS Carysfort, así como el navío de línea de 64 cañones HMS Intrepid, cuya escolta estaba al mando del capitán William Hargood. Sin embargo, Fox y Carysfort fueron asignadas a un convoy local en noviembre de 1798, y Rainier, cuya flota estaba mayormente comprometida en el Mar Rojo tras la reciente invasión francesa de Egipto, dio órdenes urgentes para que las fragatas fueran reemplazadas por el HMS Virginie de 38 cañones y el HMS Arrogant. Los refuerzos navegaron a través del estrecho de Malaca y el mar de China Meridional, llegando a Macao el 21 de enero de 1799.
La escuadra franco-española, formada por los navíos de línea Europa y Montañés, ambos de 74 cañones, y las fragatas Santa María de la Cabeza y Santa Lucía, acompañadas por el Preneuse y el Brûle-Gueule, zarpó de Manila el 6 de enero de 1799 bajo el mando del contraalmirante Ignacio María de Álava. La escuadra de Álava cruzó el mar de China Meridional en tres semanas, llegando al archipiélago de Wanshan, cerca de Macao, el 27 de enero de 1799 con la intención de atacar los barcos en Macao y en la desembocadura del río de las Perlas. Álava había sido informado de la presencia del Intrepid por los comerciantes daneses, pero desconocía la llegada de los refuerzos de Rainier.
Hargood zarpó de inmediato para enfrentarse a Álava, y ambos escuadrones formaron inicialmente líneas de batalla y se dirigieron el uno hacia el otro, con el Virginie al frente de la línea británica. Lo que ocurrió a continuación ha sido objeto de controversia. Hargood reportó que el escuadrón franco-español dio media vuelta y huyó hacia el archipiélago de Wanshan, donde anclaron al caer la noche y se retiraron antes del amanecer. Él atribuyó esta retirada a "su temor a un conflicto que, con toda probabilidad, habría terminado en su desastre". Sin embargo, Álava informó en la Gaceta de Manila que fue Hargood quien se retiró hacia el archipiélago de Wanshan, perseguido de cerca por el Europa. Álava afirmó que habría continuado el ataque si no fuera por los daños en el aparejo del Montañés, que permitieron a Hargood escapar. No obstante, no explicó por qué su escuadrón se retiró sin atacar a la aparentemente desprotegida flota china reunida y anclada en Macao.

## Consecuencias
Según el historiador C. Northcote Parkinson, "parece justo concluir que ninguno de los dos escuadrones estaba realmente deseoso de luchar", aunque destacó que la reacción de Lhermitte fue de "desagrado" y la de Sercey de "rabia". Por su parte, Richard Woodman opinó que con esta maniobra los franceses perdieron "de manera irrevocable no solo la oportunidad de apoderarse de un convoy valioso, sino también de establecer el control franco-español en las aguas del sudeste asiático". Tras el enfrentamiento, Álava regresó a Manila, mientras los barcos franceses se dirigieron hacia Batavia y luego a Île de France. En diciembre de 1799, el Preneuse fue interceptado durante una acción por un escuadrón de bloqueo británico compuesto por el HMS Tremendous y el HMS Adamant, lo que llevó a su destrucción tras ser empujado a la costa. Después de estos sucesos, Sercey regresó a Francia, dejó la Armada francesa y se retiró a la vida de plantador en Île de France.
Hargood partió de Macao el 7 de febrero con la Flota China y navegó sin problemas hacia el Océano Índico. Álava, por su parte, envió de regreso a Macao el Europa y la fragata Fama en mayo, pero sus esfuerzos fueron inútiles. Rainier tomó medidas para garantizar una defensa sólida de la Flota China de 1800, y no se registraron más ataques a los barcos británicos provenientes de China hasta la firma de la Paz de Amiens en 1802. Durante las Guerras Napoleónicas, en 1804, un fuerte escuadrón francés atacó la Flota China en la Batalla de Pulo Aura, pero los soldados británicos lograron engañar a los franceses y hacerlos retroceder después de un intercambio breve de disparos.